# Флаг Николаевского района (Хабаровский край)
Флаг Никола́евского муниципального района Хабаровского края Российской Федерации — отличительно-опознавательный знак данного района.
Флаг утверждён 28 декабря 2005 года и внесён в Государственный геральдический регистр Российской Федерации с присвоением регистрационного номера 2119.
Флаг является официальным символом Николаевского муниципального района.

## Описание
«Флаг района представляет собой прямоугольное полотнище с отношением ширины к длине 2:3, воспроизводящее цветовое деление щита герба Николаевского муниципального района. Состоит из трёх горизонтальных полос сложной формы. Верхняя полоса — синего цвета, представляет собой неправильный пятиугольник с двумя прямыми углами, сторонами которых являются стороны полосы, прилегающей к сторонам полотнища, и вершиной, расположенной в центре полотнища; ширина полосы у края полотнища 1/2 ширины полотнища, в центре — 3/4 ширины полотнища. В центре синей полосы — фигура герба Николаевского муниципального района — летящий к древку орёл, выполненный чёрным, белым, жёлтым и красным цветами; размах крыльев орла составляет 1/3 длины полотнища. Средняя полоса — зелёного цвета, нижняя полоса — белого цвета с волнистым верхним краем, максимальной шириной в 1/5 ширины полотнища».

## Обоснование символики
Главной фигурой флага является геральдический орёл — символ высоты духа, аллегорически показывает редчайшую птицу орлан, местом обитания которого является устье Амура и Охотского побережья. Одновременно орёл символизирует храбрость, веру, победу, величие и власть, а его направление полёта и распростёртые крылья — стремление вперёд, в будущее, способность человека преодолевать трудности. Его червлёные (красный цвет) глаза обозначают мужество и храбрость, а золотой (жёлтый цвет) клюв означает силу, здоровье, верховенство и величие.
Чёрный цвет в геральдике — символ благоразумия, мудрости, вечности.
Жёлтый цвет (золото) — символ прочности, богатства, величия, интеллекта и прозрения.
Горные склоны (зелёный цвет) отражают природно-климатические особенности района и аллегорически показывают мыс Пронге и мыс Табах. Зелёный цвет — символ надежды, изобилия, обновления жизни.
Белая волнистая полоса символизирует воды Амурского лимана и Охотского моря. Белый цвет (серебро) — символ чистоты, мудрости, благородства, мира, взаимосотрудничества.
Синий цвет (лазурь) — цвет ясного неба, символизирует постоянство и преданность, правосудие и совершенство, честь и добродетель.

## История
12 августа 2003 года, решением городского Собрания депутатов Николаевска-на-Амуре № 145, был утверждён флаг муниципального образования «Город Николаевск-на-Амуре и Николаевский район»:

Флаг города и района представляет собой прямоугольное полотнище, разделённое на 3 горизонтальные равновеликие полосы: верхней синего, средней зелёного, нижней — белого цветов и красной полосы, горизонтально проходящей через центр полотнища, ширина которой составляет 1/5 ширины одной из полос. Парадный вариант дополнен элементом герба муниципального образования «Город Николаевск-на-Амуре и Николаевский район» — две перекрещённые кирки и лопата, которые помещены в левом верхнем углу (у древка). Отношение ширины флага к его длине 2:3.

Цвета флага города и района обозначали:
- синий (лазурь) — символ постоянства и преданности, правосудия и совершенства, чести и добродетели. На флаге символизирует ясное синее небо.
- зелёный (зелень) — цвет надежды, радости, изобилия. Символизирует уникальную флору и фауну нашего района, «бескрайнее море тайги».
- белый (серебро) — символ чистоты, мудрости, благородства, мира, взаимосотрудничества. В палитре флага он отражает серебристые воды Амура.
- красный — символ мужества и храбрости. В данном случае символизирует трагический, мужественный, противоречивый и переломный в истории города Николаевска-на-Амуре год.

Автор флага — Василий Николаевич Григоревский, компьютерный дизайн — Михаил Николаевич Присяжнюк.
В результате муниципальной реформы муниципальное образование «Город Николаевск-на-Амуре и Николаевский район» было преобразовано в муниципальное образование Николаевский муниципальный район с входящим в его состав, среди прочих, городским поселением «Город Николаевск-на-Амуре». 28 декабря 2005 года, решением Собранием депутатов Николаевского муниципального района № 96, решение от 12 августа 2003 года было признано утратившим силу и был утверждён ныне действующий флаг Николаевского муниципального района.